# Хиндиктиг-Холь
Хиндиктиг-Холь (тув.:…) – озеро в Монгун-Тайгінському кожуун Республіки Тива, Росія. Озеро розташовано на висоті 2300 метрів над рівнем моря, у величезному льодовиковому каре. 

## Загальна характеристика
Довжина озера 15 км, ширина – 8,5 км. Озеро утворилось у величезній котловині, яку утворив льодовик. Над поверхнею озера виступають два острова. Один з них має висоту 80 метрів над рівнем озера, другий – 20 метрів. На островах водяться чорні бабаки. З озера бере початок річка Моген-Бурен, яка, як і озеро, багата на рибу. Максимальна температура води в озері +13 градусів. Озеро живиться за рахунок численних струмків, які беруть свій початок з підземних джерел або з навколишніх льодовиків. Південно-західна частина підперта величезною льодовикою мореною, своєрідною дамбою. У давні часи рівень води був вищий на 80 метрів від сучасного – зараз глибина озера не перевищує 50 метрів.

## Значення слова
Хиндиктиг – тюркське слово, що означає «пуп», тож величезний острів, який знаходиться у центрі острова асоціюється з центром землі, тож місцеві чабани називають його пупом землі.

## Легенди
Над південно-східною частиною озера здіймається масив Мунгун-Тайга, висотою 3976 м. Цей масив єдиний в Тиві, де поширено оледеніння. Високі гори, велике озеро дають ґрунт для численних міфів. Саме тому тут поширені перекази про Алмаса – велетенську, людиноподібну істоту вкриту шерстю. Деякі чабани стверджують, що бачили цю істоту яка іноді навіть краде овець.